# 青木鶴子
青木 鶴子（あおき つるこ、1889年〈明治22年〉11月24日 - 1961年〈昭和36年〉10月18日）は、日本の女優である。本名は早川 ツル（旧姓名は小原 ツル、次いで川上 ツル）。日本人で最初の国際映画女優であり、ツル・青木（Tsuru Aoki）という芸名で、サイレント映画時代の1910年代から1920年代前半のハリウッドでスター女優のひとりとして活躍した。伯父は俳優の川上音二郎、夫は鶴子と同時代にハリウッドのスターとして活躍した早川雪洲である。雪洲と共演した映画は20本以上に及ぶ。
幼少期に川上音二郎と貞奴夫妻の養子となり、2人の一座の子役としてアメリカ巡業に同行したあと、サンフランシスコ在住の画家の青木年雄の養女となって育てられた。1913年にハリウッドで映画女優となり、『火の海』（1914年）などのトーマス・H・インス製作の日本が題材の映画に主演し、1914年にそれらの共演者だった早川雪洲と結婚した。その後はトップスターとなった雪洲を仕事面でも家庭面でも支える側に回り、雪洲の主演作品での共演が多くなった。1910年代後半に夫妻はハリウッドの大邸宅で豪華な生活を送るなど、一挙手一投足が注目されるハリウッドのスター夫婦となった。1920年代に家庭に専心するため女優を引退し、その後は雪洲が愛人との間に産んだ3人の子供を引き取って育てた。晩年の1960年には『戦場よ永遠に』で映画女優に復帰したが、その翌年に71歳で亡くなった。

## 生涯

### 出生：川上音二郎の姪

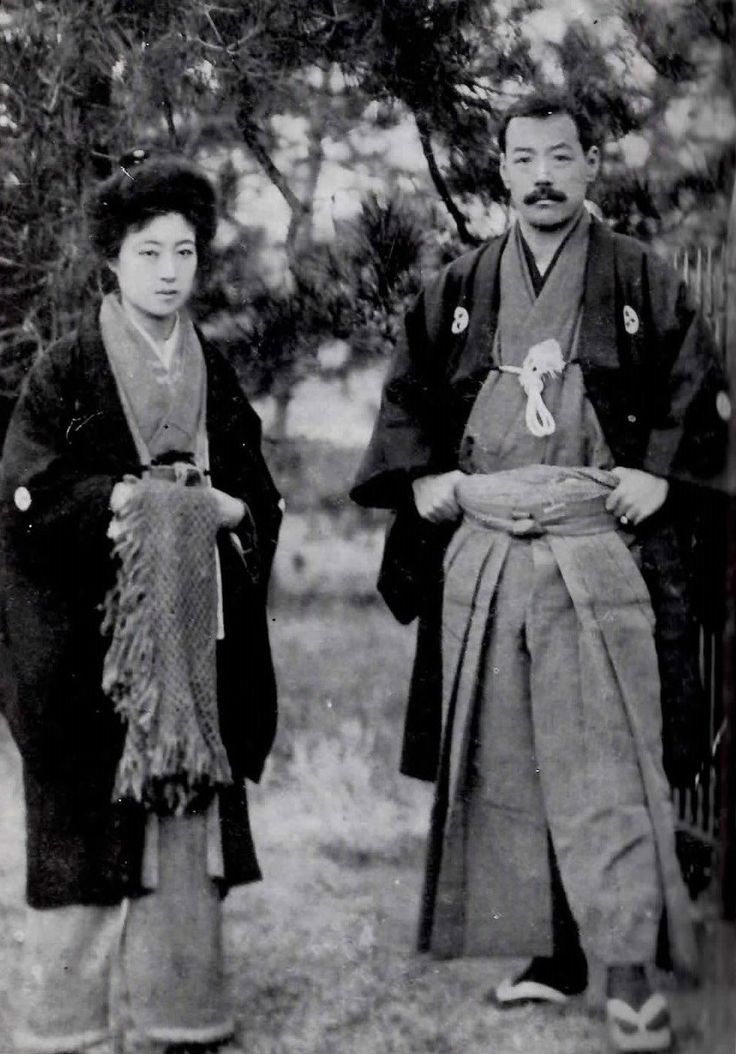
鶴子の伯父の川上音二郎と妻の貞奴。

1889年11月24日、鶴子は福岡県福岡市（現在の博多区内）に、印判店を営む父の小原伊勢吉と母のタカの娘として生まれた。出生名は小原ツル。鶴子は2人姉妹で、1893年に妹のスミが生まれた。タカの兄はオッペケペー節で一世を風靡した俳優の川上音二郎である。両親は鶴子の幼児期に別れており、鶴子は母に連れられて上京し、4歳頃に音二郎と貞奴夫妻の養女となった。それにより本名も川上ツルとなったが、その後も戸籍上では実父の姓の小原のままだったという。後年に鶴子は「伯母（貞奴）はいつも私に不親切だった」と述べている。
1899年、音二郎と貞奴は一座をこしらえてアメリカ巡業をすることになったが、一座にはどうしても子役が必要だったため、9歳の鶴子は音二郎夫妻から厳しい演技訓練を受けて一座に加わった。一座は4月30日に横浜港を出航し、5月21日にはサンフランシスコに到着し、その4日後から現地の劇場で公演を始めた。鶴子は演目のひとつ『楠正成』の「桜井駅訣別の場」で、音二郎演じる楠木正成の子正行を演じて初舞台を飾り、新聞評では「正行に扮して必死の力を振るいたり」と演技を評価された。
しかし、公演は失敗し、関係者に売上金を持ち逃げされてしまったこともあり、一座は困窮状態に陥った。さらにアメリカの小児保護法では、子役でも学校に通わせなければならず、夜間興行の舞台に出演させることは禁じられていた。実際に小学校にも通えずみすぼらしい格好で路頭に迷っていたという鶴子の姿は、アメリカ人の目に児童虐待と映った。こうした理由で、音二郎はこれ以上子供の鶴子を連れて巡業を続けるのが重荷となり、辛い目をさせるのも可哀相だったため、よりよい環境で育つように願って、8月に鶴子をサンフランシスコ在住の日本人画家の青木年雄の許へ養女にやった。鶴子を手放した一座はサンフランシスコを後にしてアメリカの都市を回り、1900年にはヨーロッパへ向かった。

### 成長：青木年雄の養女

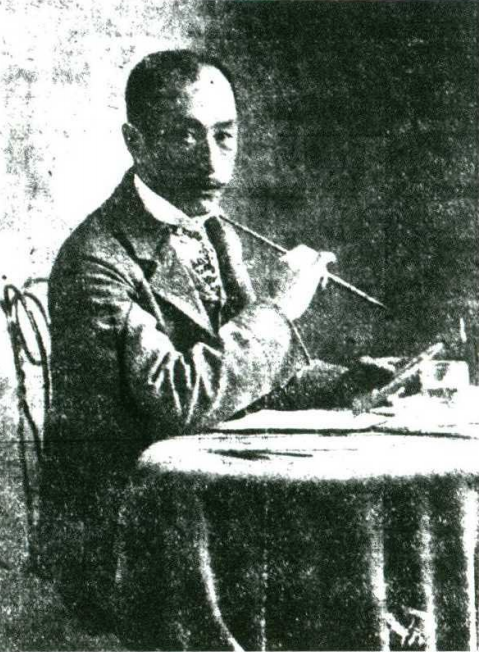
鶴子の養父となった青木年雄（1907年）。

瓢斎の号で知られる青木年雄は、東洋風の細密画を描いたり、アメリカ人の家に招かれては壁画を描いたりして評判を広め、全米の富裕層を中心に顧客を持つ成功者となったが、その一方で子供好きで面倒見がよく、困窮した日系人に救いの手を差し伸べる篤志家でもあった。年雄は音二郎から鶴子を置いていく代わりにお金を工面してほしいと頼まれ、鶴子の姿を見て放ってはおけないと思ったが、引き取ることにお金のやり取りが絡むことを嫌い、鶴子を自分の子として育てることを条件に引き取り、音二郎たちには別途見舞金を渡した。この時に音二郎は、年雄に「16歳になったら、鶴子を日本に帰してやってほしい」と頼んだという。後年に鶴子はこのことを振り返り、「いくら妹の子だからといって、生みの母が日本で待っている9つの子どもを無断でひとりアメリカにおき去りにするなんて、いくら当時のこととはいえ、ずいぶんおもいきったことをしたようにおもわれます」と述べている。
鶴子は年雄の深い慈愛に包まれながら大切に育てられ、年雄のスタジオ兼邸宅があるサンフランシスコとパサデナを、季節によって住み分ける優雅な生活を送った。鶴子がサンフランシスコの小学校へ通い始めると、年雄は毎日学校へ行く時と帰ってくる時に、どんなに忙しくても絵筆を止めて声をかけてくれたという。10代になると鶴子目当てに多くの若者が寄ってきたが、年雄は「鶴子は従三位以下の者には決してくれないつもりだ」と口癖のように言って追い払ったという。鶴子はアメリカの生活になじんで成長し、1906年には年雄とパサデナへ移住し、カトリックの学校に入学した。その春のある日、年雄のもとにタカから「音二郎との約束通りに、16歳になった鶴子を返してほしい」という内容の手紙が届いた。しかし、すでに鶴子と年雄の間には深い絆が結ばれていた。鶴子は次のように述べている。
7年、育てられた恩でもない、義理でもない、わたしがあれほど恋い慕った母の手紙を斥けて、先生（年雄）がアメリカにいるかぎり、ともに踏み止まろうと決意したのは、人間と人間のあいだには肉親であることを越えた、血よりも濃い大きな愛のつながりのあることを信じたからです。娘としてのわたし。父としての青木先生。2人はもう目に見えない糸で、しっかりとつながれていました。
母から帰国を催促する電報がしつこく届き、さらに大使館や領事館からもひっきりなしに連絡が入ってきたため、鶴子は学校をやめ、年雄とそれらから逃げるようにしてミズーリ州のカンザスシティやセントルイス、ウエストバージニア州などアメリカ各地を転々とする流浪生活を送った。その間、未だアメリカで有名な画家だった年雄は裕福な家に招かれて壁画を描き、鶴子はその傍らで墨をすったり、絵の具を溶いたりして年雄の仕事を手伝った。どこへ行っても部屋をあてがわれ、食事も出されたため不自由はしなかったが、年雄は持病の喘息の発作で徐々に健康をそこなっていた。そんな生活を3年間も送ったあと、1911年にサンディエゴに一軒家を借りて生活を始め、鶴子は父の絵の助手をした。
1912年6月26日の朝、年雄は自宅で突然亡くなった。召使の叫び声で鶴子が寝室に駆け付けると、年雄の体はすでに冷たくなっており、鶴子はその場で泣き崩れたという。後年に鶴子はその時の気持ちについて、「わたしの心にはまだなんの用意もできていませんでした」と述べている。その後、鶴子は女優になろうと決心し、ロサンゼルスの演劇学校イーガン・ドラマティック・スクールに入学したが、それに至った経緯については2つの説がある。1つは女ひとりでアメリカで自活する道を探し、年雄の知人だったサンディエゴのホテル経営者の紹介で、演劇学校に入学したとする説である。もう1つは少女時代からの友人だった『エグザミナー』紙の女性記者ルイーズ・シェアの養女として引き取られたあと、ルイーズの後押しで演劇学校に入学したとする説である。中川織江は、後者の説は鶴子の手記や当時の新聞記事を調べる限り違うようだと指摘している。鶴子の手記「ある国際女優の半生 私は早川雪洲の妻」（『婦人倶楽部』1960年5-7月号）によると、シェアとは3年間の流浪生活で音信が途絶え、シェアもその後の鶴子の生活を知らなかったが、1913年に鶴子が演劇学校生だった時に2人は再会したという。

### 映画界入り：早川雪洲との結婚
イーガン・ドラマティック・スクールに入学した鶴子は、葬儀会社の隣の日当たりの悪い部屋に下宿した。貯金はわずかしかなく、年雄が遺した20枚ほどの絵を売って学費に充て、生活費は週5ドルに切り詰めた。鶴子は1913年に演劇学校に通っていた時、ハリウッドにも顔が利いたルイーズからコメディアンのフレッド・メイスを紹介され、それがきっかけでメイス主演のコメディ映画に脇役で出演し、次いでマジェスティック社作品『ツルさんの誓い』（1913年）に主演した。この作品で鶴子はアメリカ人（ウィリアム・ガーウッド）と恋に落ちる日本人女性のおツルさんを演じ、映画業界誌『ムービング・ピクチャー・ワールド』は鶴子の役柄について「蝶々夫人のように可憐で魅力的」と評した。また、鶴子はこの作品の宣伝の形で、1913年11月に映画業界誌『リール・ライフ』の表紙を飾った。
1913年の暮れ、鶴子はハリウッドの映画会社ニューヨーク・モーション・ピクチャー・カンパニー（NYMPC）の製作者のトーマス・H・インスと契約を結んだ。第一次世界大戦前のアメリカ白人社会では、日本や日本人が神秘的でエキゾチックな対象として関心を持たれていたが、これに注目したインスは日本を主題にした映画を作るため、サンタモニカ近くのインスヴィルと呼ばれる自前の撮影所に日本人村のオープンセットを作り、日本人俳優を集めていた。インスにとって、英語を上手く話せる数少ない日本人俳優だった鶴子は魅力的な人材であり、『ツルさんの誓い』を見て抜擢を決めたという。鶴子の月給は300ドルで、翌1914年には月給350ドルに上がった。鶴子のほかにインスのもとに集まった日本人俳優には、トーマス・栗原やヘンリー・小谷、そして後に夫となる早川雪洲がいた。
鶴子と雪洲の出会いの経緯については、さまざまな説で伝えられている。雪洲によると、1913年に素人劇団の俳優だった雪洲が舞台『タイフーン』の上演を企画し、共演者を探そうとイーガン・ドラマティック・スクールを訪れた際に鶴子と知り合い、仲良くなったという。中川や野上英之によると、2人が『タイフーン』の公演以前から在米日本人同士またはロサンゼルスの演劇仲間たちとの親睦会を通じて知り合ったとする説もあるという。鶴子自身も『婦人公論』1931年1月号で、年雄の生前（中川は、鶴子が21歳頃のことだと推定している）に雪洲が彼の絵を見ようと度々出入りしていて、その時分から友達になったと述べている。また、鶴子は雪洲の映画界入りのきっかけを作った人物とされている。鶴子はインスに『タイフーン』の芝居を観るように勧め、実際にこれを見たインスは雪洲を気に入り、映画界入りさせたといわれている。

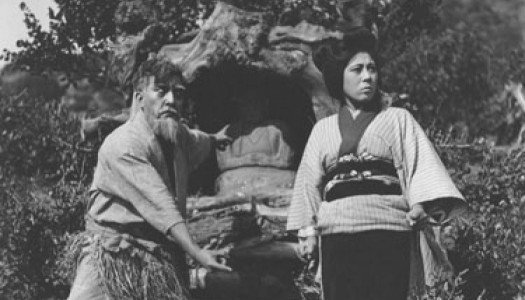
『火の海』（1914年）の鶴子と早川雪洲。

インスの日本物映画の最初の作品は、将軍家の騒動を描く短編映画の『おミミさん』（1914年）で、鶴子がタイトル・ロールで主演し、雪洲が相手役で映画デビューを飾った。鶴子は日本人俳優グループのトップ女優として日本物映画に主演し、何度も雪洲と共演した。その1本の『火の海』（1914年）は桜島の大正大噴火が題材の長編映画で、鶴子は雪洲演じる旧家の当主の娘で、アメリカ人船員と恋に落ちるトヤさんを演じた。この作品の宣伝のために、鶴子は桜島出身で噴火により家族を失ったという嘘の経歴で紹介された。また、鶴子はインスの数本の西部劇でインディアンを演じている。
鶴子は映画で共演が続く雪洲と急速に親しくなり、2人はどちらからともなく距離を縮めていった。1914年4月14日、2人はロサンゼルス郡役所に婚姻届を提出し、5月1日に結婚式を挙げた。鶴子によると、挙式時は雪洲の主演舞台の映画化で、鶴子も出演した『タイフーン』（別タイトル表記『颱風』〈タイフーン〉）（1914年）の撮影中だったが、2人はインスに5日間だけ休暇をもらい、雪洲が全財産をはたいて購入した自動車に乗ってサンディエゴへ新婚旅行に行き、年雄の墓参りもしたが、その帰りは車が故障したり、所持金を使い果たしてホテル代が払えなくなったりして散々だったといい、手記で「とんだ珍婚旅行になった」と述べている。なお、2人が正式に日本へ婚姻を届け出たのは1920年のことである。

### スターダム：ハリウッドでの活躍

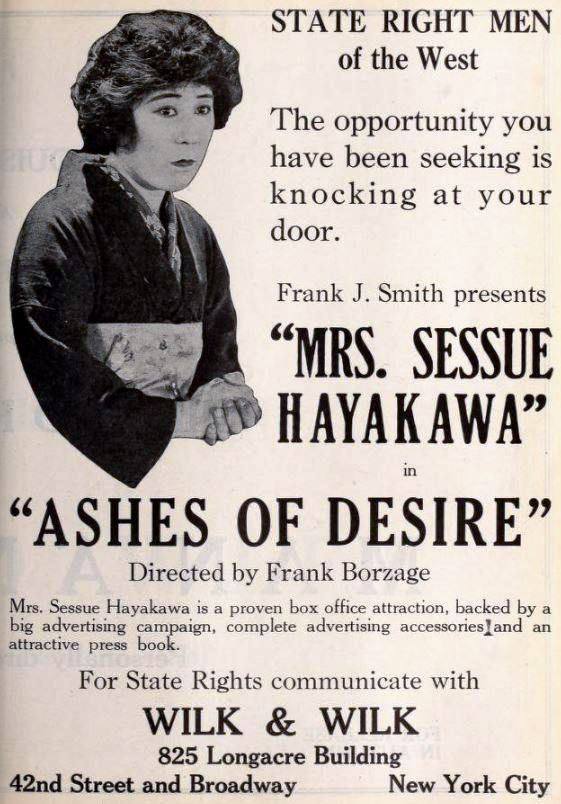
鶴子の主演作『イクの呪い』（1918年）のポスター（写真は1920年に『Ashes of Desire』の英題で再公開された時のもの）。

1915年、雪洲は『チート』（1915年）で一躍ハリウッドのトップスターの地位を確立し、マチネー・アイドルとして白人女性から高い人気を獲得した。雪洲夫人となった鶴子は、同年に『呪の焔』に主演したあとは雪洲を支える側に回り、仕事のうえでも私生活でも雪洲の脇役に徹し、広告などでも「早川雪洲夫人（Mrs. Sessue Hayakawa）」と記されることが多くなった。雪洲は1916年から1918年までの間に、ジェシー・L・ラスキー・フィーチャー・プレイ・カンパニー（パラマウント・ピクチャーズの前身）との契約で15本以上の作品に主演したが、鶴子もそのうち『異郷の人』『オナラブル・フレンド』（1916年）など数本で雪洲と共演した。
ハリウッド社会の中でも、鶴子と雪洲夫妻の豪奢な暮らしぶりは別格だった。スターとして絶頂期を迎えていた1917年には、夫妻でハリウッドの一角にある「グレンギャリ城」と呼ばれる大邸宅で暮らし始めた。グレンギャリ城はスコットランドの城館のような4階建ての建物で、部屋が32室もあり、7人の召し使いを雇っていた。夫妻は少なくとも週に1度は名士たちを集めて、グレンギャリ城の大広間で盛大なパーティーを開いた。グレンギャリ城にはチャールズ・チャップリンも朝、撮影所への行きがけにコーヒーを飲むために立ち寄り、夫妻とチャップリンは近所の友人となった。ルドルフ・ヴァレンティノもグレンギャリ城に遊びに来て、鶴子にイタリア料理を教えたという。
雪洲・鶴子夫妻の家庭生活は、たびたび映画雑誌などで報じられ、まさに一挙手一投足が注目を浴びるスター夫婦となった。例えば、『ピクチャー・プレイ』誌の1917年3月号には、夫妻がダンスをしたり、愛犬のブルドッグの散歩に出かけたり、着物姿の鶴子が夫にお茶を入れてあげる姿などの写真が掲載された。1918年に夫妻でスペインかぜに感染した時も、映画雑誌に記事が掲載された。また、夫妻は映画雑誌で、貞淑な妻としての鶴子のイメージと、頼りがいのある男らしい雪洲というイメージで、理想的なカップルとしてファンに宣伝された。『フォトプレイ』誌の1918年11月号では「どうやって夫をつかまえておくか 早川夫妻のオリエンタル・レッスン全四章」という記事が掲載され、その中で鶴子はアメリカ人読者に対して「夫が朝食のとき新聞を読んでいるときは黙っていましょう」などとアドバイスをしている。

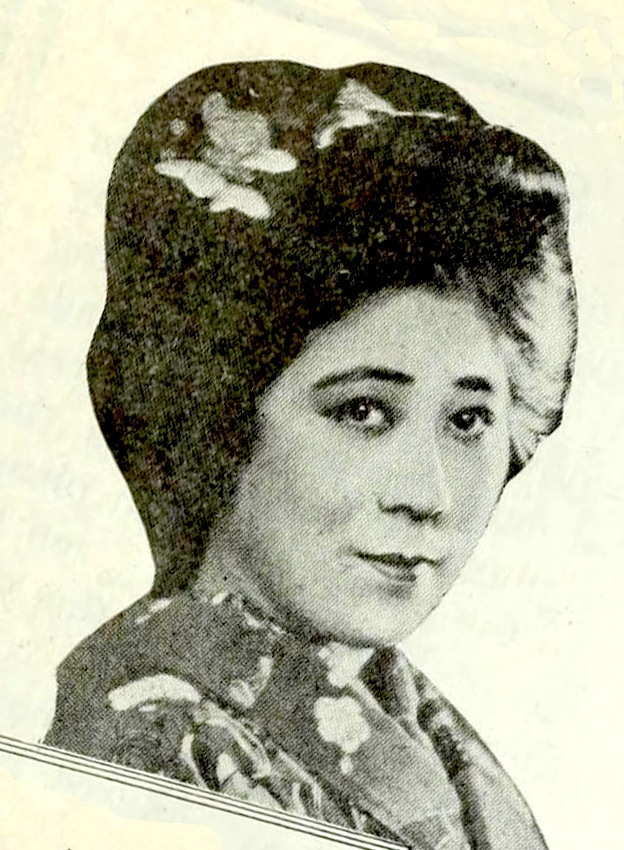
『神々の呼吸』（1920年）の宣伝広告における鶴子。

当時のアメリカでは西海岸を中心に排日運動が高まりつつあり、1913年にはカリフォルニア州で日本人の土地所有を禁止する外国人土地法が制定されるなど、日系人はいわれのない人種差別を受けていた。そんな時代に活躍した鶴子や雪洲は、他のハリウッドで活躍した日本人俳優とともに、人種差別的な内容で白人たちの反日感情を助長しかねない「排日映画」に出演したとして日系人に激しく非難された。鶴子が単独主演した『イクの呪い』（1918年）も人種差別的な内容で排日映画として問題に上がり、『チート』と並ぶ排日映画の代表と見なされた。1917年9月には排日映画を防止する目的のもと「日本人活動写真俳優組合」が結成され、雪洲が理事長に就き、鶴子も会員に名を連ねた。
1918年4月、雪洲は自身の映画会社「ハワース・ピクチャーズ・コーポレーション」（1920年に「ハヤカワ・フィーチャー・プレイ・カンパニー」に改名）を設立し、スター兼プロデューサーとして4年間に22本の映画を製作したが、鶴子もこの会社に所属し、いくつかの作品で雪洲と共演した。鶴子の週給は1500ドルで、年収は8万ドル弱だった。ハワース・ピクチャーズ時代の鶴子の代表作は、アーネスト・フェノロサ夫人のメアリー・M・フェノロサの長編小説が原作の『蛟龍を描く人』（1919年）であり、雪洲演じる天才画家のために自らを犠牲にする妻を演じた。鳥海美朗によると、この作品は「本当の日本をアメリカ人たちに示したい」という雪洲と鶴子の意気込みが凝縮された作品であるといい、鶴子の演技について「日本の精神文化を魅力的、かつ神秘的に表現した」と評している。
1919年7月、鶴子はユニバーサル・ピクチャーズと3本の映画に主演する契約を結んだ。『ロサンゼルス・タイムズ』はこれを歓迎するように報じ、鶴子に支払われる給料は「映画業界で最も高給のひとつ」であると記している。契約書には「（鶴子の出演作品では）日本人役はすべて日本人が演じ、装飾品もすべて鶴子の指示で吟味される」ことが明記されていたが、同社で3本目の主演作『神々の呼吸』（1920年）では日本のセットのデザインを監督する役割も担当した。この作品は日露戦争時代が舞台の悲劇で、鶴子は国への忠誠と夫への貞節を尽くそうと自らを犠牲にする武家の娘を演じた。鶴子はこの作品で、映画会社による宣伝上の話題作りのために、1921年に嫉妬によるヒステリーから服毒自殺を図ったとする虚偽の新聞報道を流された。

### 引退：仕事から家庭へ

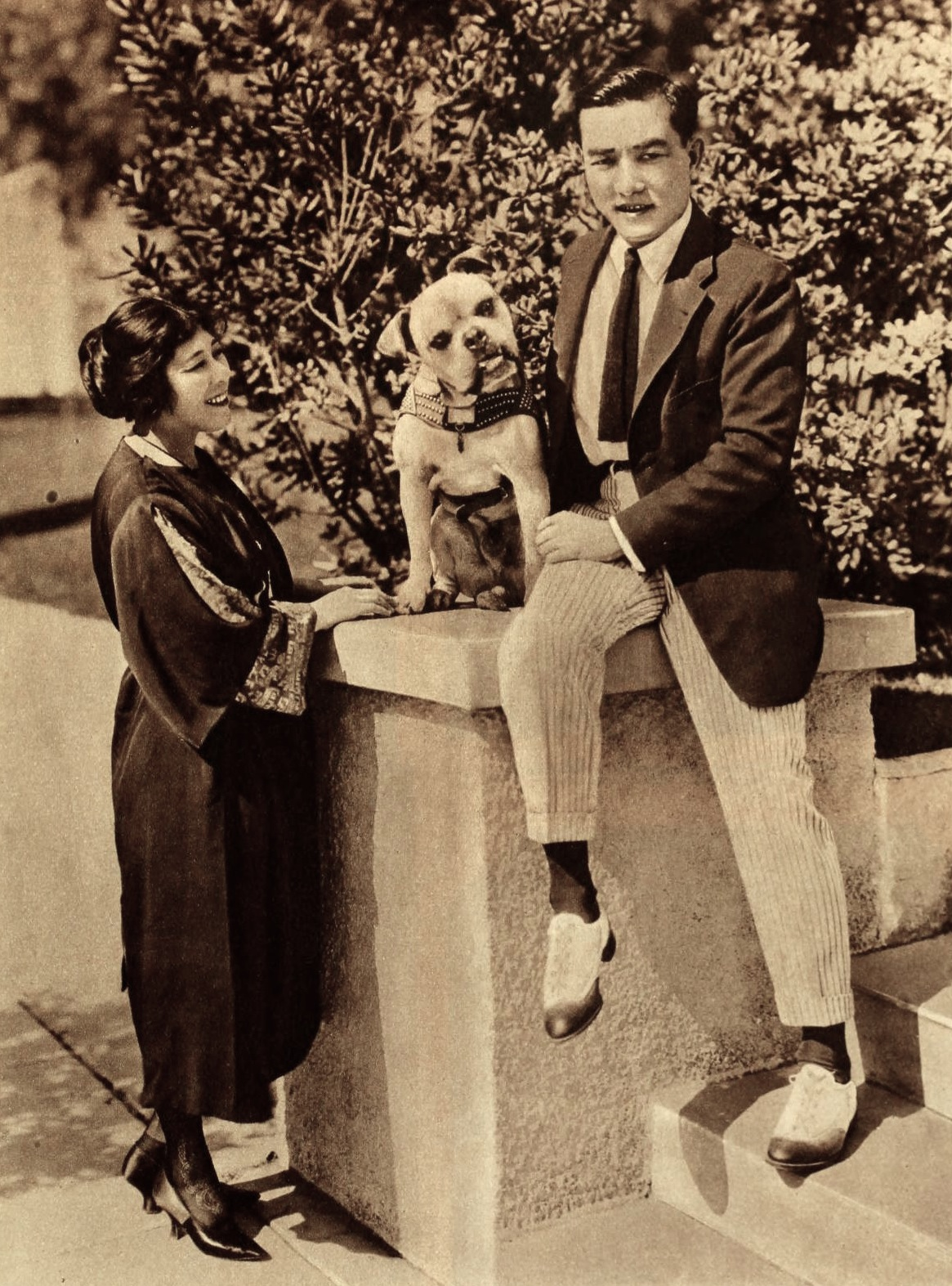
鶴子と雪洲、そして犬のダイノマイト（1922年）。

1920年、鶴子は『神々の呼吸』を最後にユニバーサルとの専属契約を終了させた。同年4月には雪洲に「一度、日本を見に行ったらいい」と勧められ、21年ぶりに日本へ一時帰国した。この時に鶴子は実母のタカと妹のスミに会っているが、スミは鶴子がアメリカに渡った時にはまだタカのおなかにいたため、これが初対面となった。鶴子はタカを連れて関西旅行に行き、さらに博多にある伯父の音二郎（1911年に死去）の墓をもうでた。日本滞在中は日活向島撮影所へ見学にも行き、その様子を記念に撮影したフィルムが所内で試写された。約2か月の滞在ののち、6月末にはアメリカへ戻った。同年9月には雪洲が会長となって、日米親善や在米日本人のアメリカ化を目的とした「一百会」が設立され、鶴子は第二副会長に就任した。
1920年前後、自分の映画会社を持つ雪洲の仕事は好調で、300人を超す従業員を抱えながら自分で映画を作り、自伝で「1日に20時間は働いた」というほど多忙な日々を送っていた。そんな中で自らも多忙をきわめていた鶴子は、このまま女優を続けていると、とても家庭が成り立たなくなると思うようになり、女優を引退して雪洲の妻としての役割に徹することを決意した。手記では、当時の心境について「雪洲の世話をするものは、わたしよりないわけです。そのわたしが、雪洲がわたしを必要とするときにそばにいないのでは!」と述べている。
その後、鶴子は雪洲主演の『黒薔薇』（1921年）、『かげろふの命』（1922年）に出演してはいるが、ますます排日ムードが濃くなる1922年に雪洲が撮影中に身の危険がおよぶ事件に遭遇したため、夫妻はハリウッドと決別することにした。同年6月末、鶴子は雪洲とともに再び日本へ一時帰国した。夫妻は熱狂的な歓迎を受け、東京駅では夫妻をひと目見ようと大勢の人たちが押しかけた。その一方で、雪洲は排日映画への出演で日本人から非難されていたため、不歓迎の声も上がり、約2か月間の日本滞在中は不歓迎団体や雪洲抹殺社を称する団体に付きまとわれ、常に不安と恐怖がついて回った。鶴子も雪洲の外出中、滞在先の帝国ホテルへやって来た雪洲抹殺社の組員に500円をだまし取られた。
1923年、鶴子と雪洲はフランスの映画会社から『ラ・バタイユ』（1923年）の出演依頼を受けた。鶴子はすでに女優引退の意思を固めていたが、雪洲といっしょにいられるならと出演を引き受け、7月に夫妻でフランスへ渡った。この作品は日露戦争の日本海海戦を舞台にしたメロドラマで、雪洲が主人公の日本海軍将校を演じ、鶴子はその妻を演じた。鳥海によると、鶴子は映画製作の現場に日本人の人材がいないこともあり、日本人の衣装や風俗の考証にも関与していた可能性があるという。この作品は興行的に高い成功を収め、鶴子はフランス政府に功績を称えられ、雪洲とともに芸術勲章を授けられた。
1923年10月、鶴子はフランスから一時的にロサンゼルスに戻り、グレンギャリ城の売却手続きを済ませ、翌12月には舞台出演のためロンドンへ渡った雪洲と落ち合った。夫妻は1年ほどロンドンに滞在し、その間には2本のイギリス映画『愛国の軍使』と『Sen Yan's Devotion』に出演した。1924年末、夫妻は再びパリへ移ったが、鶴子も「非常に愉快なフランス生活」と述べているように、人種差別で不快な思いをすることもなく、優雅なパリ生活を満喫した。1925年夏には雪洲がブロードウェイの舞台に出演することになったため、夫妻でアメリカに戻り、その舞台が成功を収めてからはニューヨークに腰を落ち着けた。ヨーロッパでは映画の共演で雪洲を支えていた鶴子は、アメリカに戻ってからはひたすら家庭を守る立場に徹した。

### 家庭：3人の子供の母親に
1927年6月、夫妻はニューヨークのハドソン川近くのマンションを購入した。雪洲は舞台の仕事の時にはブロードウェイ近くのアパートを借りて単身生活を送り、部分的な夫婦別居生活をしばらく続けた。その間に雪洲は自分の劇団を作って全米各地で公演をしていたが、鶴子が見つけてきた劇団の新人女優のルース・ノーブルと愛人関係になり、1929年1月には2人の間に雪夫と名付けられた男の子が生まれた。鶴子は雪洲とルースの関係を早い時期から知っていたが、子どもの存在は雪洲から告げられた時に初めて知った。手記によると、鶴子はその事実を知らされた時に愕然とし、数日も苦悶した末に離婚を決意し、雪洲に「どうぞ雪夫のお母さんを、愛してあげてください」と言うと、「雪夫を彼女（ルース）にあずけておくことはできない」と言われたという。鶴子はこの一言を「わが子を安心して託すことができるのはおまえだけだという雪洲の、勝手ではあるが、自分への信頼を込めた願い」と受け止め、それで離婚という考えを改め、雪夫を引き取ることにした。
鶴子は手記で、「もうどんなことがあっても、わたしは雪夫をはなさない」と思い定め、「雪夫はなんという、かわいい子供だったでしょうか! そのかわいさは日とともに、わたしの心のなかで濃くなっていくばかりでした」と述べている。鶴子は幼い雪夫を「私のバンビ」と呼んで心から愛し、実の母子以上の絆が生まれ、後年に雪夫も「私にとってのおふくろは、鶴子ただ一人です」と述べている。鳥海は、鶴子が雪夫に深い愛情を注いだ理由として、それまで鶴子が雪洲との子を産めなかったことに対する負い目があったことに加えて、鶴子自身が肉親ではない人に育てられ、とくに養父の青木年雄の慈愛を終生忘れなかったため、肉親だけが決して家族ではないという身に染みた経験から、雪夫に血のつながりを超えた絆を育もうとしたのではないかと考えている。
雪洲の心はすぐにルースから離れたが、ルースは雪洲に金銭面を含めて責任を迫った。1931年にルースは養子取り戻し訴訟を起こし、約6か月にわたる裁判の末、雪夫の親権は雪洲夫妻にわたることで解決した。裁判の最中の同年10月には、母親のタカが亡くなったが、妹が打った電報は鶴子に届かず、鶴子は死も葬儀も知らずじまいだった。裁判のあと、鶴子と雪洲は話し合いの末、雪洲が同年末に仕事のため日本に帰国し、鶴子がアメリカで雪夫を育てることにした。しかし、裁判で解決したにもかかわらず、それからもルースに「雪夫を返せ」と執拗に迫られ、とてもアメリカで暮らしてはいけないと感じたため、1932年6月には雪夫を連れて日本に帰国した。こうして鶴子は33年間におよんだアメリカ暮らしにピリオドを打ち、祖国日本での新たな生活を始めた。
帰国後、鶴子は家族3人で渋谷区伊達町の大きな家で暮らし始めたが、雪洲は鶴子が帰国するまでの間に、新橋で芸者をしていた17歳のシズという女性と関係を持ち、家族3人で生活を始めてからも自宅と愛人宅を行き来する生活を続けていた。また、鶴子の手記によると、渋谷で生活していたある日、ルースが雪夫との面会を求めて来日し、鶴子は平穏な暮らしが乱されたくないと思い、はじめは面会を拒んだものの、その一方でルースに同情もしていて、わが子に会わせずに追い返すことはできず、結局雪夫と対面させてあげ、すぐにルースはアメリカへ戻ったという。
1936年末、雪洲は映画出演のためフランスへ渡った。鶴子は日本に残り、雪夫を育てながら夫の帰りを待った。ときどき雪洲から手紙が届いたものの、はじめは定期的にあった送金はやがて途絶えてしまい、持ちこたえられなくなった渋谷の邸宅も引き払って、牛込区の小さな借家に引っ越し、それまでの蓄えを切り崩しながら生活した。日本の生活をほとんど知らず、日本語も完璧とは言えないうえに、いざという時に頼れる友人も少なかったため、鶴子の不安は募る一方だった。そんな間には、ときどきパリにいる雪洲と映画の共演者の田中路子のスキャンダルのニュースが伝えられた。さらにある日、鶴子のもとにシズがやって来て、2人の幼い娘を引き取ってほしいと頼まれた。その2人の娘は、1933年生まれの令子（よしこ）と、1935年生まれの冨士子で、いずれも雪洲との間に生まれた子供だった。鶴子はこの申し出を受け入れ、3人の子供の母親となった。

### 戦争：夫不在の苦しい生活
1939年9月に第二次世界大戦が勃発し、パリにいる雪洲からの連絡は完全に途絶え、消息さえつかめなくなった。1941年には日本も真珠湾攻撃で太平洋戦争に突入し、戦争中の鶴子たちの生活も苦しくなった。戦争で食糧不足となり、鶴子は虚弱体質の雪夫やまだ幼い2人の娘に必要な食糧やミルクを手に入れるため、家に残っていた書画骨董を売り払い、また自分の服や物を食べ物と交換した。手記によると、着物1枚が正月の餅1枚、布団が練炭1束にしかならず、約19キロのサツマイモを担いで帰る途中に田んぼに転げ落ちたこともあったが、それでも練炭で部屋が暖まり、焼けた餅に歓声を挙げる子供たちの笑顔を見るだけで苦労は吹っ飛んだという。
やがて一家は牛込から家賃の安い鎌倉市へ移住し、鶴子は洋裁で家計を支えた。特殊な事情の国際家族で母子家庭だったため、一家は周囲から厳しい目にさらされた。小学校に通う雪夫もアメリカ人の血が流れ、見た目も白人に見えるため、同級生たちに「アメリカのスパイの子だ」と言われていじめられ、一家は「スパイの家」と名指しされた。成長とともに体が丈夫になった雪夫は小学校卒業後、東京の暁星中学校に通ったが、鎌倉から東京まで毎日通学するのは大変で、雪夫の身体を心配した鶴子は子供たちと鎌倉を離れ、学校に近い都心の新橋へ引っ越した。当時は東京上空にB-29爆撃機が飛来し始めたころで、ほとんどの人は空襲を避けて都心から地方へ避難するのが常識だったため、周りの人々は「あべこべだ」と引き留めたが、鶴子の頭の中には雪夫の身体のことしかなかった。東京移住後まもなく、令子と冨士子は那須塩原へ学童疎開した。
1945年4月15日、鶴子と雪夫は東京南部の大空襲で焼け出された。2人は離れ離れにならないように声を掛け合いながら逃げ回り、家から持ち出せたのは子供たちの保険証と薬と一握りの米だけだった。結婚して日本橋に住んでいた妹のスミも焼け出されたが、鶴子はスミの世話もあって、自由が丘の小さな借家に移ることができた。鶴子はこの家で8月15日の終戦を迎え、その後令子と冨士子が疎開から帰り、母子4人の生活が戻った。鶴子は英語力を活かして、自宅に「英語教授」の看板を掲げたり、新聞社に通訳として働いたりしたが、十分な収入を得ることができず、その後進駐軍の下請け会社で通訳の仕事を得ると、収入が4倍に増えた。それでも育ちざかりの3人の子供にはお金がかかり、雪洲からの送金もないため、生活は苦しいままだった。それを見かねた知人の牛山清人とメイ牛山夫妻は、鶴子を諏訪に設立した美容学校の名目上の校長にして、給料を渡してあげた。1946年12月には伯母の貞奴が亡くなり、鶴子は葬儀に参列した。
働きながら夫の帰りを待ち続ける鶴子は、アメリカ軍機関紙『星条旗新聞』に雪洲の消息情報を求める記事を掲載するよう頼んだ。その頃パリにいる雪洲は、帰国をしたくても当局からの許可が下りず、日本と手紙のやり取りをすることすらできずにおり、日本でもハリウッドでも雪洲の消息を知る人はひとりもいなかった。鶴子は尋ね人の新聞記事のおかげで消息を掴むことができたが、簡単に日本には帰って来られないだろうと思っていた。やがて雪洲は同じく消息を探していたハリウッドの映画会社にパリで発見され、特別待遇でアメリカに渡り、2本のハリウッド映画に出演したあと、1949年10月1日に13年ぶりに日本に帰国した。手記によると、鶴子はその前日に新聞で初めて雪洲の帰国を知り、家中がひっくり返るような騒ぎとなり、その夜はほとんど眠れなかったという。帰国当日、鶴子と3人の子供は羽田空港に到着した雪洲を出迎え、ようやく家族全員が顔を揃えた。鶴子は雪洲と再会した瞬間について、手記で次のように述べている。
ゆっくりとタラップを降りてくる雪洲の姿が見えたとき、12年の歳月の緊張が、一時に私の胸のなかで崩れる音をききました。（中略）思えば私の願いは、ただこの3人の子供たちを雪洲の手にどうして無事に渡すかということにつきていたようです。そして今、その時がはっきりと私と雪洲の上に訪れたことを、誰も知ることができないほどの感動をもって、私は全身に感じていました。

### 晩年：最後の映画出演と死去

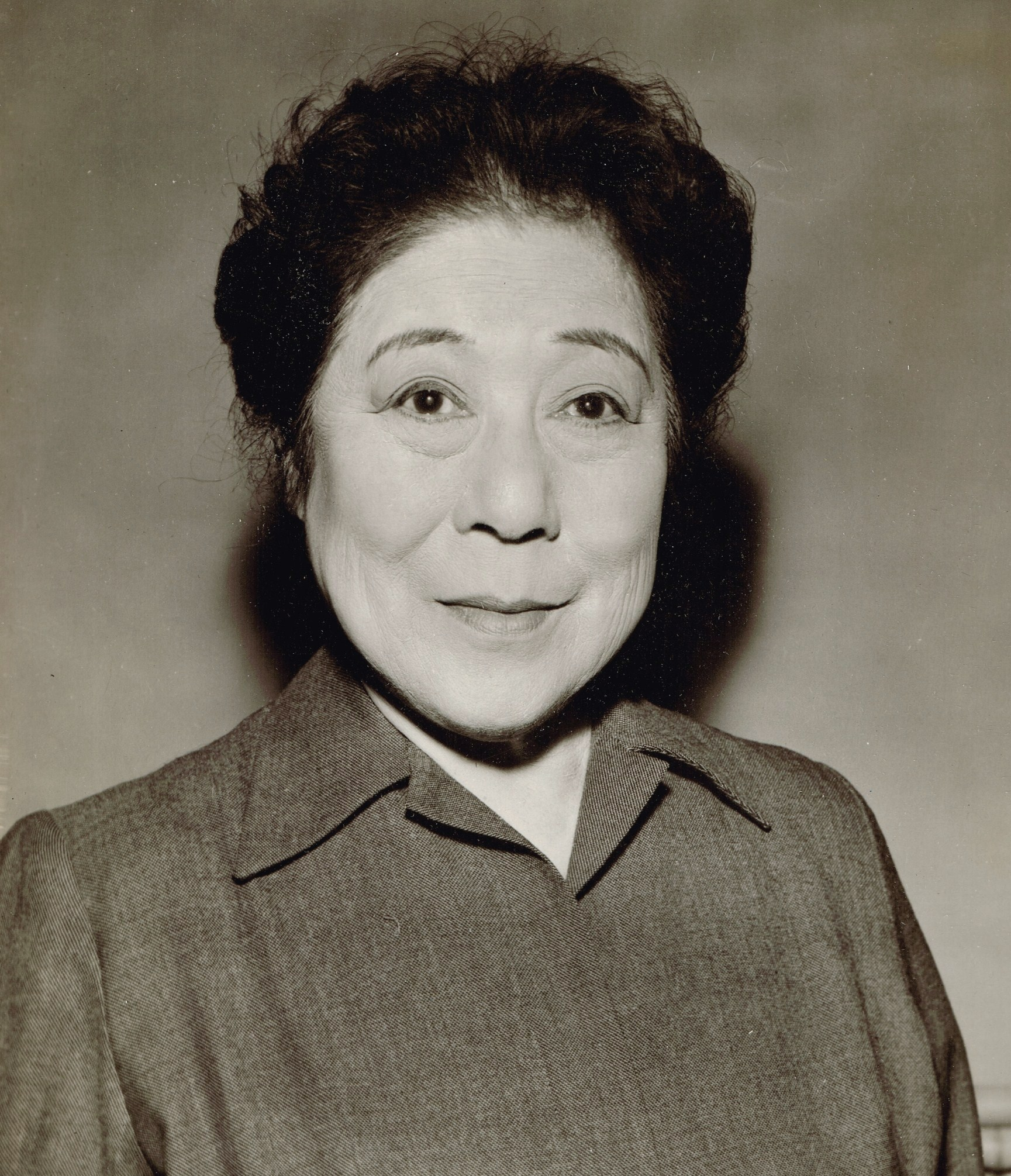
『戦場よ永遠に』（1960年）の宣伝用スチール写真の鶴子。

雪洲の帰国後、鶴子は自由が丘の家があまりにも狭く、雪洲を迎え入れる住まいとしてふさわしくないと思い、千葉県市川市の大きな借家に移住した。それからの4、5年間、一家は最も穏やかな日々を過ごした。手記によると、市川の自宅は駅から30分ほどのところにあり、どこへ出かけるにも自転車を使う必要があったため、親子で自転車に相乗りして駅まで行き、子供の自転車に乗せてもらってそっくり返っている雪洲の姿を見て、「私はなんともいえないユーモアと、そしてほんとうに日本にも平和がきたなと思った」という。1953年頃までには再び渋谷区の代々木初台にある元軍人の邸宅に移住したが、この家は雪洲が鶴子に迷惑をかけたお詫びに購入したものだった。しかし、雪洲の女性問題は絶えず、また雪夫も1954年に結婚して独立したこともあり、鶴子は時折襲ってくる寂しさを紛らわせるため、頻繁にパチンコ店へ通うようになった。
1960年、鶴子はハリウッドの映画会社から『戦場よ永遠に』の出演依頼を受けた。この作品は第二次世界大戦中の日系人の強制収容とサイパンの戦いを題材にした物語で、鶴子の役はジェフリー・ハンター演じる主人公が孤児の少年だった時に、彼を引き取って育てた日系人の女性だった。鶴子にとって初のトーキー作品となり、35年以上も映画には出演していなかったが、監督のフィル・カーソンの妻がサイレント時代からの鶴子のファンで、「この役はツルしかできない」と強く推したことで起用が実現したという。この作品には雪洲も日本軍司令官役で出演したが、鶴子の方が重要な役であり、撮影期間も鶴子の方が長期になった。そのため、それまで長らく雪洲を撮影現場に送り出す立場にいた鶴子は、今度は自分が雪洲より先にハリウッドへ向かった。
同年3月末、鶴子は36年ぶりにハリウッドのスタジオに入った。鶴子の銀幕復帰はアメリカでも報じられ、街を歩くと鶴子の顔を覚えていたパラマウント・ピクチャーズの元守衛の老人に呼び止められたり、ユニバーサル時代の電気係と再会したりするなど、旧知の人たちとの再会で愉快な日々を過ごした。撮影は45日間行われ、鶴子にはメイクアップ、結髪師、衣装係の3人が付きっきりで世話をしてくれた。撮影が終わると、監督たちは鶴子のためにセットで送別会を開いてくれ、監督に「ぜひまた君を必要としたときにはきてくれないか」と誘われたが、鶴子は「これがいい映画であればあるほど、私の映画生活のジ・エンド・マークにしようとおもっています」と返答した。鳥海は、この作品の鶴子の演技には「アメリカで生きる日系人のリアリティ」を感じ、「排日感情が強かったころのアメリカをじかに体験しているだけに、戦時中の日系人の心のうちを巧みに表現していた」と評している。
帰国後、鶴子は『婦人倶楽部』5-7月号に手記「ある国際女優の半生 私は早川雪洲の妻」を連載した。翌1961年1月にはルースが再び雪洲相手に50万ドルを請求する父権認知訴訟を起こしたが、鶴子が1931年の裁判の時の書類を保管していたおかげで、訴訟に決着をつけることができた。その後、鶴子は腹痛を訴えて関東中央病院に入院したが、子宮の手術をしたあとに容態が急変し、10月18日の午後3時20分に急性腹膜炎のため71歳で亡くなった。告別式は10月24日に青山葬儀所で行われ、11月2日には旧友30人が参加した内輪の追悼会が行われた。戒名は早證院浄誉善教大姉で、松陰神社境内の霊園に墓が建立された。それから12年後の1973年11月に雪洲も亡くなり、鶴子と同じ墓に入った。

## 人物

### 人柄

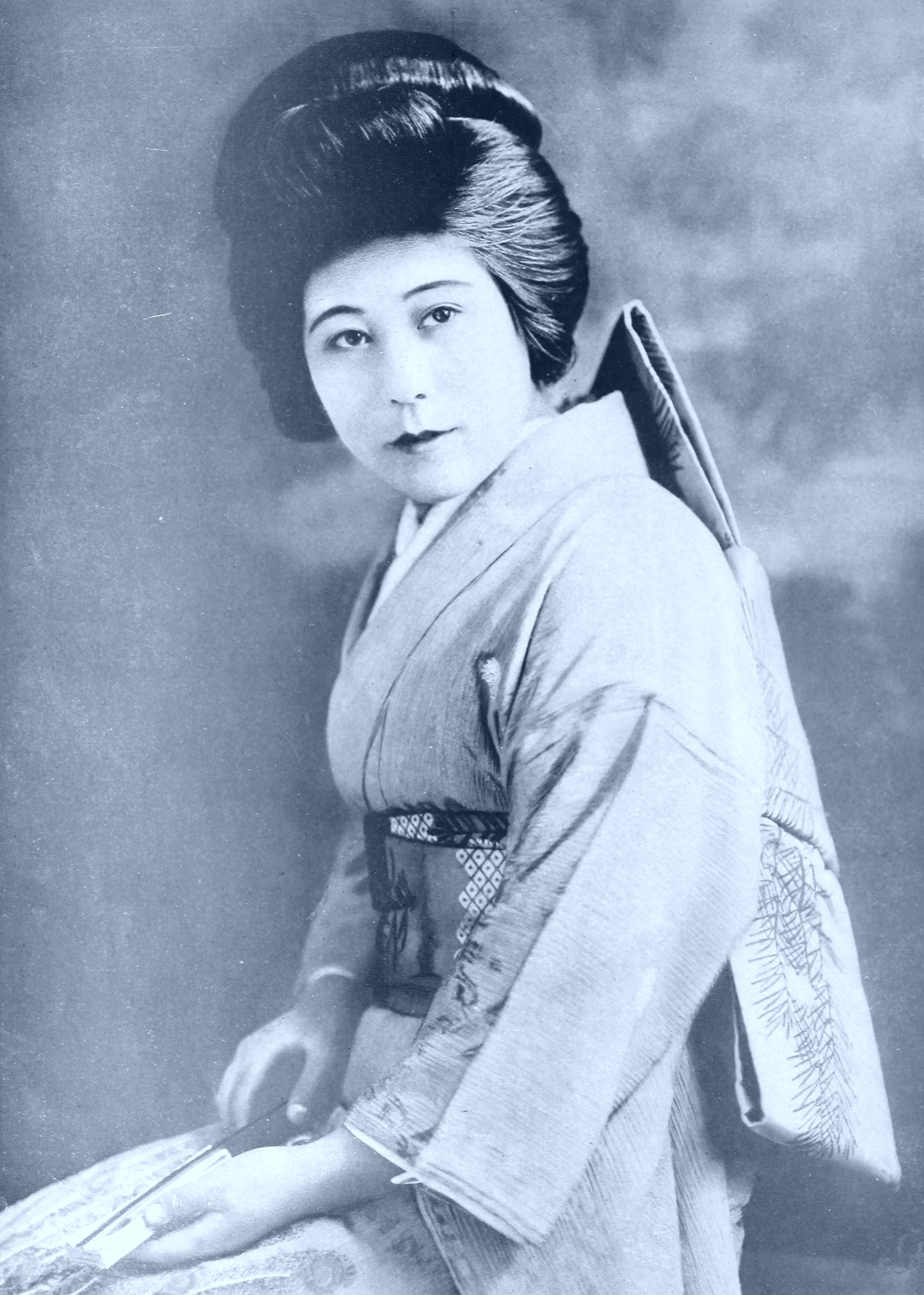
映画雑誌『フォト・プレイ・ジャーナル』に掲載された鶴子のポートレート（1920年）。

鶴子は優しい心の持ち主であり、映画評論家の武藤省吾も「実に柔順で朗らか」な人だったと述べている。気丈な女性でもあり、戦時中のように困窮した状態になっても、弱気になったり、卑屈になったりはせず、いつも胸を張り、明るく笑い飛ばしていた。また、「社交的なアメリカ人以上に社交的」と言われるほどの話し好きで、10歳の時には伯母の貞奴に「おしゃべりをせぬよう」にと手紙で注意されていた。森岩雄によると、鶴子はけっして相手をあきさせずに「愉快そうに話し続ける可愛い小鳥のよう」な人であり、その一方で雪洲は黙り屋で、だからこそ鶴子と雪洲は「正反対の性格ゆえ補い合って素晴らしいカップル」だったという。
鶴子はどんな時でも自分の考えをはっきりと言った。そんな鶴子の価値基準は「フェア（公平）か、アンフェア（不公平）か」というアメリカ人的なものであり、公平でないと感じたら「そんなのフェアじゃない」というフレーズをよく口にして、相手にはっきりと物を言った。第二次世界大戦中に、アメリカ兵の戦意喪失を目的としたNHKの対外プロパガンダラジオ番組の出演者のオーディションを受けた時、なめらかな英語と喋り方で合格したものの、渡された台本を見て「もっと日本軍は正々堂々と戦ったらいいわ。こんな台本はアンフェアだと思う」と言い、採用を取り消されたことがあった。
鶴子は9歳で渡米してアメリカで育ち、40歳を過ぎるまでを過ごしたため、母国語はほぼ英語だった。夫の雪洲の英語はかなり強い日本語訛りがあったのに対し、鶴子は英語でほぼ完璧に自分の意思を伝達することができ、会話にも何の不自由もなかった。『戦場よ永遠に』で共演した日系人俳優のジョージ・タケイも、鶴子の英語は「日本語訛りのない完璧な二世英語」だったと述べている。その一方で、日本人でありながら、日本語は不自由であり、読み書きはひらがなしかできなかった。会話もスムーズに喋ることはできず、しばしば英語交じりになることがあった。鶴子自身も手記で「自分の国の言葉は片言のようにしか話せない」と述べている。伊藤道郎によると、鶴子の日本語は注意しないと判り辛い発音であり、そのため鶴子は日本語より英語の方が楽で、日本映画も言葉が判らないためほとんど見たことがなかったという。

### 早川雪洲の妻として

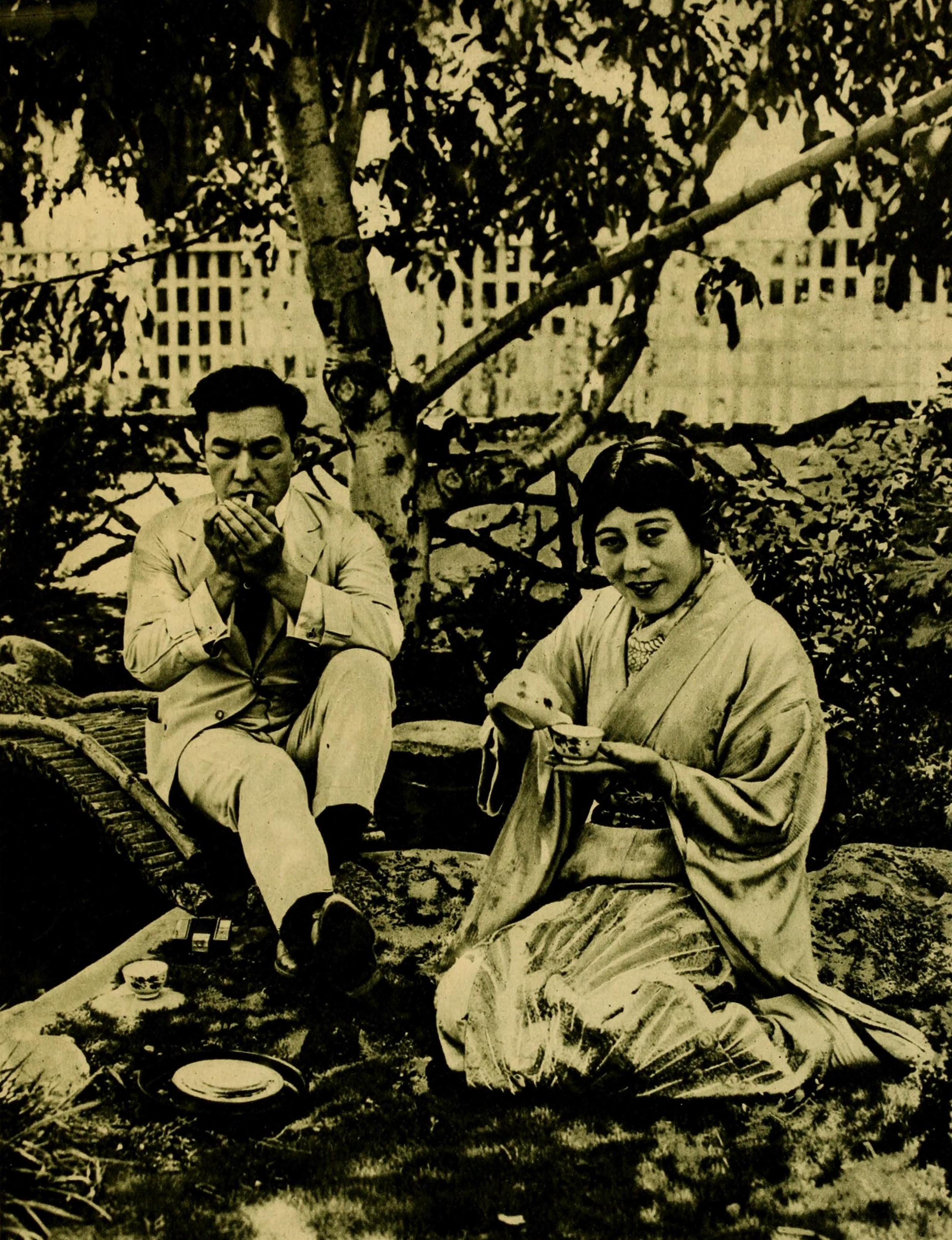
鶴子と雪洲（1917年）。

鶴子はアメリカ人的な自立心のある女性で、当時の日本人女性のようにすべて夫に従うというようなタイプではなかったが、生涯にわたり夫の早川雪洲を深く愛し、彼のあらゆる側面を受け入れ、夫に思う存分仕事をしてもらうために家庭を守ることに専心した。雪洲にとっても、鶴子は自身の仕事を助け、家庭を守り、さらには女性問題の尻ぬぐいまでするなど、あらゆる面で頭の上がらない存在となった。雪洲はそんな鶴子を誰よりも信頼し、尊敬し、女性問題で妻を苦しめても、鶴子が亡くなるまで一度たりとも離婚を考えなかった。結婚記念日には、2人が一緒にいない時は必ず電報で祝い、鶴子の誕生日には指輪もしくはネックレスをプレゼントするのが毎年恒例だった。
鶴子は生涯にわたって、雪洲の絶えない女性問題や金銭問題に悩まされた。夫の女遊びがわかると、それを黙って見つめるわけではなく、当時のアメリカ人女性のように夫に食ってかかり、泣き叫んで怒った。そんな時はきまって雪洲は反論せず、鶴子の怒りが収まるまで黙り込み、最後には鶴子の方が諦めて許したという。雪洲の友人でさえ鶴子の境遇に同情する人もおり、戦後には知人の藤原義江に「まだ、セッシューの奥さんやってるの」と言われたこともあった。それでも鶴子は雪洲のこのような面さえも受け入れ、雪洲の悪口を言う者があれば「それはそうだが、でも…」とかばい、ついには「そういう、しようもないところにほれたのよ」と言ったという。雪洲の子供たちも鶴子の味方になって父を非難したが、そんな時に鶴子はきまって「ママは不幸ではないのよ、愛する人がいるだけで幸福よ。ダディは根は優しいひとだし、良い思いもさせてもらったんだもの」とかばったという。

## 評価

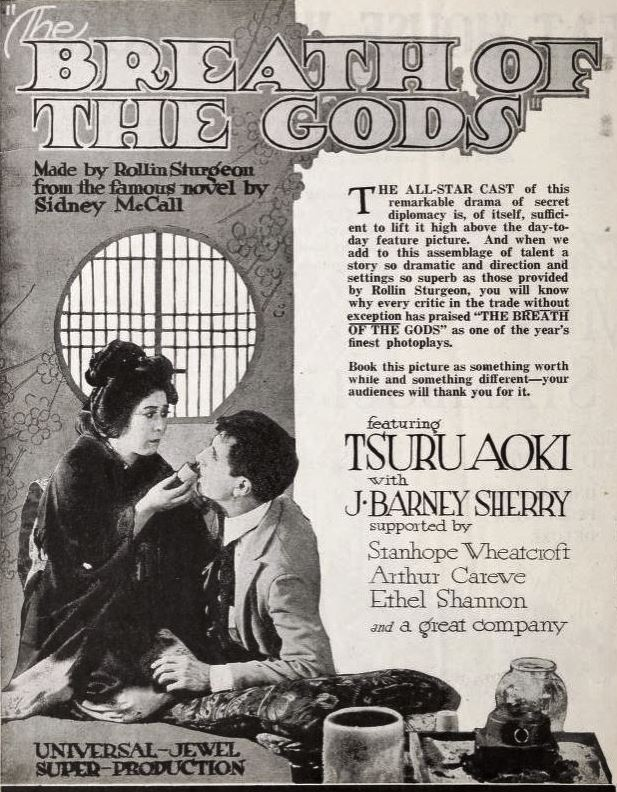
鶴子が自己犠牲的な日本人女性を演じた主演作『神々の呼吸』（1920年）のポスター。

鶴子は日本人の国際映画女優の第1号であり、アメリカ映画に出演した最初の日本人女優とみなされている。映画史家のブライアン・テイブスによると、鶴子は雪洲とともにスター・システムによる最初のスターのひとりであり、またアジア人俳優全体でも最初のハリウッドのスターだったという。そして生涯で40本のアメリカ映画に出演し、その多くで主役を演じたことから、アメリカ映画界におけるアジア人女優の先駆者だったとされる。鶴子がアメリカで活躍していた時、日本映画ではまだ男性俳優が女形として女性の役を演じていたため、映画研究者の岡島尚志は「最初の日本人映画女優は日本ではなく、アメリカで誕生したことになるかもしれない」と述べている。中川織江によると、鶴子は日本映画に1本も出ていないため、「純然たるアメリカ映画女優であり、日本映画女優ではない」という。鳥海美朗は、鶴子と雪洲ほど「全米に名が知れ渡った日本人スターはいない」と述べているが、第二次世界大戦以後の世代の日本人の間では、鶴子の知名度は『戦場にかける橋』（1957年）などのイメージでよく知られている雪洲に比べて低かった。岡島も「青木鶴子と彼女の出演映画となると、これはほとんど誰も知らないだろう」と述べている。
映画評論家の垣井道弘は、鶴子は雪洲とともに「良くも悪くもアメリカ人の日本人に対するイメージの原型を創った」と述べている。映画研究者のサラ・ロスは、「鶴子の映画の役柄の多くは、無垢な花（innocent flower）、蝶々夫人のような自己犠牲的な女性、写真結婚など、アジア人女性のステレオタイプを繰り返していた」と指摘している。鳥海も、鶴子が「ハリウッドが描こうとする『日本』の担い手だった」と指摘しており、例えば、『火の海』や『菊花一輪』（1920年）では、「古い因習にとらわれた日本」対「近代化をとげた文明国アメリカ」というアメリカ側の一方的な見方と言える図式がモチーフとなっており、鶴子には日本の古い因習や宗教に虐げられた女性というイメージがことさらに強調されているという。
森岩雄は、鶴子の芸風について、「重厚で沈んだ中に情熱を含み、力を有している」と評している。野上英之によると、鶴子はそれほどの美人というわけではなかったが、演技力に関しては雪洲をはるかに凌駕していたという。雪洲の息子の早川雪夫は、鶴子が演技者として優れており、夫妻の共演作『戦場よ永遠に』について「そりゃあ比べものになりませんよ。英語の力もまるで違うけど、演技力ははるかにおふくろが上。おやじさんの演技は、さあこれから見せてやるぞ、ってな臭い芝居だったけど、おふくろのは安心して観ていられるものでしたよ」と述べている。映画研究者のスティーブン・ゴンも雪夫の意見に同意し、「鶴子の経歴と演技能力は、雪洲よりはるかに大きな可能性をもっていた」と指摘している。また、ゴンは「男女の社会的立場の差が鶴子の映画俳優としての活動を束縛した」とし、鶴子が女優をやめて家庭に入ったことで「鶴子は望んで自分自身を従属的存在と見なし、映画人としての経歴を犠牲にしてしまった」と述べている。
2014年にアメリカのカルチャーサイト、Flavorwireが発表した世界の女性映画人50名の中で、ミヨシ梅木（ナンシー梅木）と鶴子が選出されている。

## フィルモグラフィー

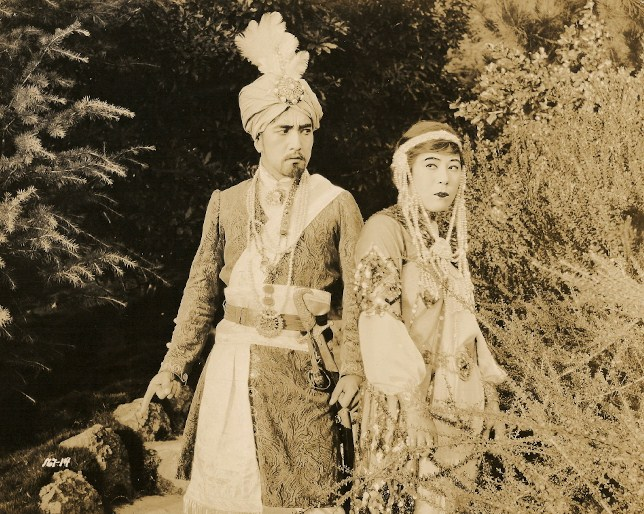
『黒人の意気』（1917年）。左は早川雪洲。
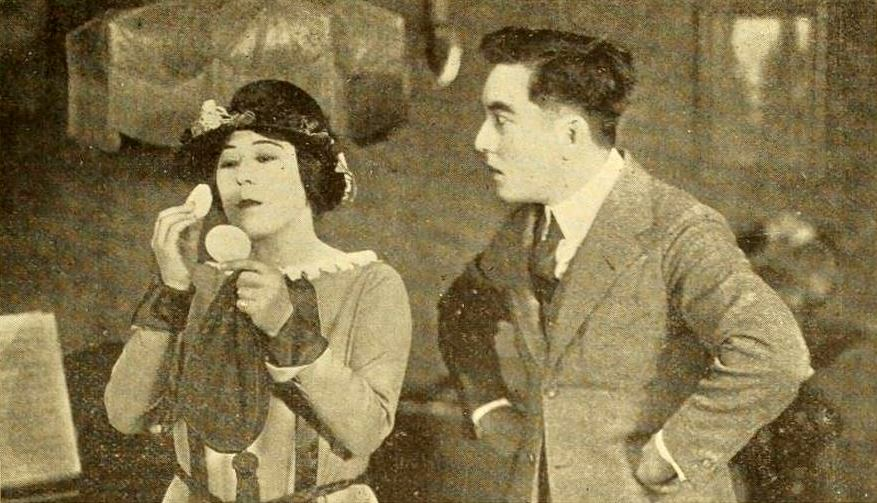
『勇気ある卑怯者』（1919年）。右は早川雪洲。
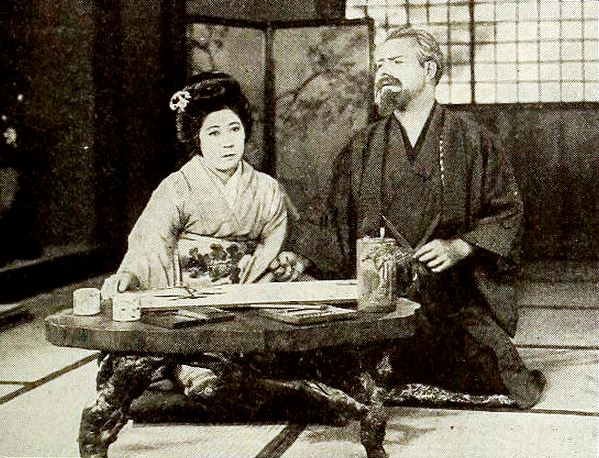
『蛟龍を描く人』（1919年）。右はエドワード・ペイル・シニア。
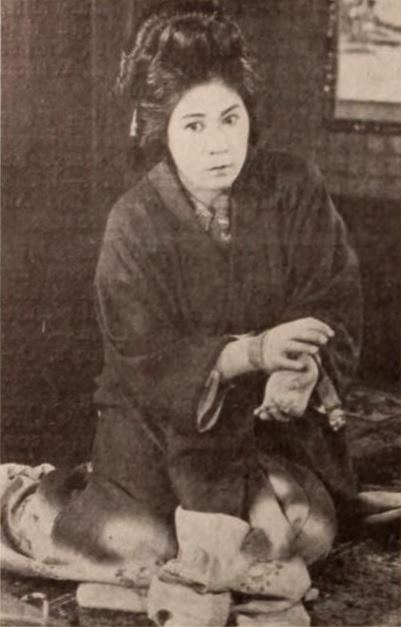
『閉ざされた唇』（1920年）
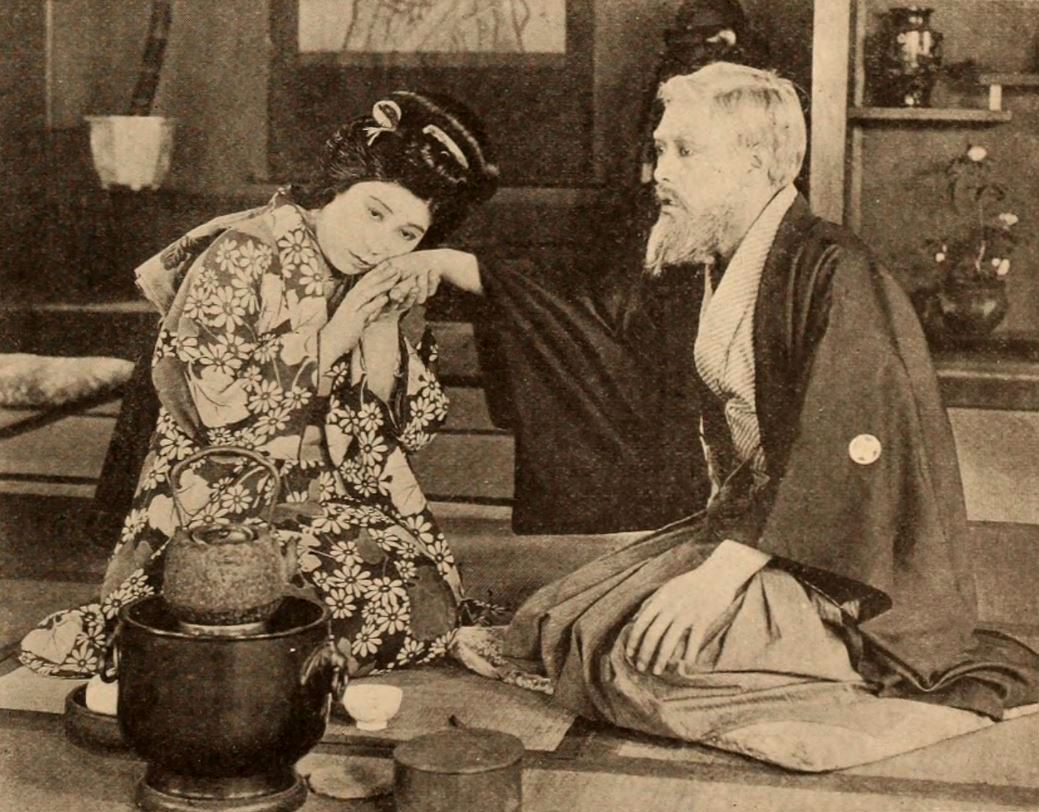
『神々の呼吸』（1920年）。右は関操。
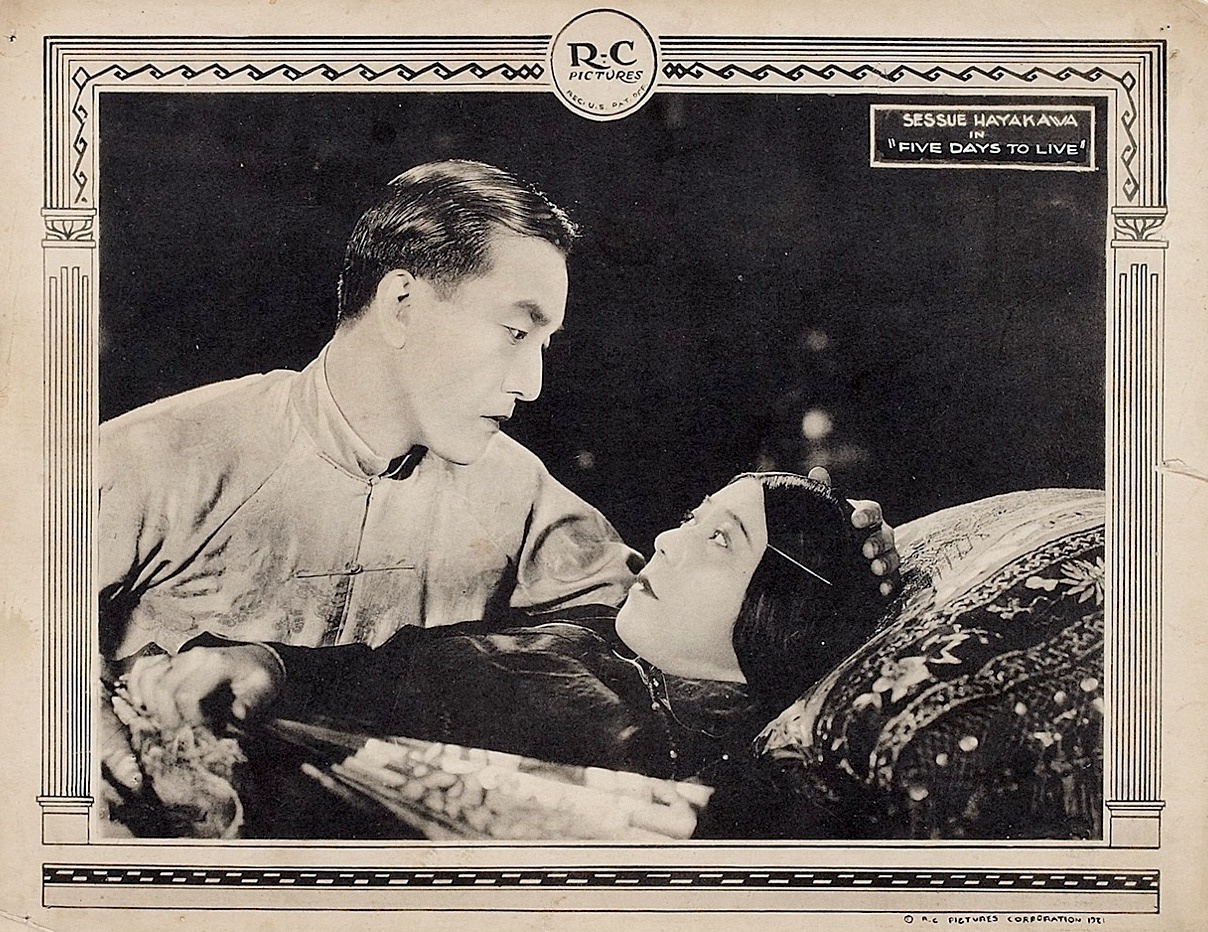
『かげろふの命』（1922年）。左は早川雪洲。

以下の作品の邦題（備考欄の別邦題表記を含む）は、『セッシュウ! 世界を魅了した日本人スター・早川雪洲』の「雪洲が出演した映画・舞台・テレビ」に基づく。
| 年     | - 邦題 - 原題                                                | 役名                   | 備考                                                          | 出典                   |
| ------ | ------------------------------------------------------------ | ---------------------- | ------------------------------------------------------------- | ---------------------- |
| 1913年 | - ツルさんの誓い - The Oath of Tsuru San                     | ツルさん               | 短編映画 別邦題表記は『つるの恋』『おつるさんの誓い』         | [ 35 ]                 |
| 1914年 | - おミミさん - O Mimi San                                    | おミミさん             | 短編映画、雪洲と共演                                          | [ 45 ]                 |
| 1914年 | - コートシップ・オブ・オーさん - The Courtship of O San      |                        | 短編映画、雪洲と共演                                          | [ 169 ]                |
| 1914年 | - ゲイシャ - The Geisha                                      | ミオ                   | 短編映画、雪洲と共演                                          | [ 170 ]                |
| 1914年 | - ラブズ・サクリファイ - Love's Sacrifice                    |                        | 短編映画                                                      | [ 72 ]                 |
| 1914年 | - 火の海 - The Wrath of the Gods                             | トヤ・サン（トヤさん） | 雪洲と共演 別邦題表記は『神々の怒り』『神の怒り』             | [ 48 ] [ 171 ]         |
| 1914年 | - トラジディ・オブ・ザ・オリエント - A Tragedy of the Orient | キスモラ               | 短編映画、雪洲と共演                                          | [ 172 ]                |
| 1914年 | - リリック・オブ・オールド・ジャパン - A Relic of Old Japan  | カツマ                 | 短編映画、雪洲と共演                                          | [ 173 ]                |
| 1914年 | - デザート・シィーブス - Desert Thieves                      | インディアンの娘       | 短編映画                                                      | [ 72 ]                 |
| 1914年 | - スター・オブ・ザ・ノース - Star of the North               | インディアン           | 短編映画、雪洲と共演                                          | [ 50 ] [ 174 ] [ 175 ] |
| 1914年 | - カース・オブ・ザ・カースト - The Curse of Caste            |                        | 短編映画、雪洲と共演                                          | [ 175 ]                |
| 1914年 | - ビレッジ・ニース・ザ・シー - The Village 'Neath the Sea    | インディアン           | 短編映画、雪洲と共演                                          | [ 50 ] [ 174 ] [ 175 ] |
| 1914年 | - デス・マスク - The Death Mask                              | インディアンの娘       | 短編映画、雪洲と共演                                          | [ 176 ]                |
| 1914年 | - タイフーン - The Typhoon                                   |                        | 別邦題表記は『颱風』（タイフーン）                            | [ 44 ]                 |
| 1914年 | - ニップド - Nipped                                          |                        | 短編映画、雪洲と共演                                          | [ 177 ]                |
| 1914年 | - ヴィジル - The Vigil                                       |                        | 短編映画、雪洲と共演                                          | [ 178 ]                |
| 1914年 | - ラスト・オブ・ザ・ライン - The Last of the Line            | インディアン           | 短編映画、雪洲と共演                                          | [ 50 ]                 |
| 1915年 | - ファミン - The Famine                                      |                        | 短編映画、雪洲と共演                                          | [ 179 ]                |
| 1915年 | - チャイナタウン・ミステリー - The Chinatown Mystery         | 中国人の娘ウー         | 短編映画、雪洲と共演                                          | [ 180 ]                |
| 1915年 | - 呪の焔 - The Beckoning Flame                               | ジャニラ               | 短編映画                                                      | [ 72 ]                 |
| 1916年 | - 異郷の人 - Alien Souls                                     | ユリ                   | 別邦題表記は『異邦の霊』                                      | [ 181 ]                |
| 1916年 | - オナラブル・フレンド - The Honorable Friend                | トキエ                 | 雪洲と共演                                                    | [ 181 ]                |
| 1916年 | - クラさんの心 - The Soul of Kura San                        | クラ                   | 雪洲と共演                                                    | [ 181 ]                |
| 1917年 | - 黒人の意気 - Each to His Kind                              | ナダ                   | 雪洲と共演                                                    | [ 181 ]                |
| 1917年 | - 極東の招き - The Call of the East                          | オミツ                 | 雪洲と共演                                                    | [ 182 ]                |
| 1918年 | - イクの呪い - The Curse of Iku                              | オミ                   |                                                               | [ 72 ]                 |
| 1918年 | - 田村の望み - The Bravest Way                               | セツ                   | 雪洲と共演                                                    | [ 182 ]                |
| 1918年 | - 彼の家督権 - His Birthright                                | サキ                   | 雪洲と共演 別邦題表記は『異郷の親』『長子相続権』             | [ 182 ]                |
| 1919年 | - 桜の光 - Bonds of Honor                                    | トクコ                 | 雪洲と共演                                                    | [ 183 ]                |
| 1919年 | - 明暗の人 - A Heart in Pawn                                 | サダコ                 | 雪洲と共演 別邦題表記は『心の抵当』『人質の心』『把はれし心』 | [ 183 ]                |
| 1919年 | - 勇気ある卑怯者 - The Courageous Coward                     | レイ青木               | 雪洲と共演 別邦題表記は『勇敢なる臆病者』                     | [ 183 ]                |
| 1919年 | - 灰色の地平線 - The Gray Horizon                            | ハル                   | 雪洲と共演 別邦題表記は『血の力』                             | [ 183 ]                |
| 1919年 | - 蛟龍を描く人 - The Dragon Painter                          | 梅子                   | 雪洲と共演 別邦題表記は『龍の絵師』                           | [ 183 ]                |
| 1920年 | - 閉ざされた唇 - Locked Lips                                 | ロータス・ブロッサム   |                                                               | [ 72 ]                 |
| 1920年 | - 菊花一輪 - A Tokyo Siren                                   | アスチ・ヒシュリ       | 別邦題表記は『東京の妖婦』                                    | [ 72 ]                 |
| 1920年 | - 神々の呼吸 - The Breath of the Gods                        | オンダ・ユキ           | 別邦題表記は『神の呼吸』                                      | [ 72 ]                 |
| 1921年 | - 黒薔薇 - Black Roses                                       | ブロッサム             | 雪洲と共演 別邦題表記は『黒いバラ』                           | [ 86 ]                 |
| 1922年 | - かげろふの命 - Five Days to Live                           | コー・アイ             | 雪洲と共演 別邦題表記は『陽炎の生命』『5日間の生命』          | [ 86 ]                 |
| 1922年 | - ナイト・ライフ・イン・ハリウッド - Night Life in Hollywood | 本人                   | 雪洲も出演                                                    | [ 86 ]                 |
| 1923年 | - ラ・バタイユ - La Bataille                                 | ミツコ                 | フランス映画、雪洲と共演                                      | [ 86 ]                 |
| 1924年 | - 愛国の軍使 - The Great Prince Shan                         | ニタ                   | イギリス映画、雪洲と共演 別邦題表記は『光輝ある王子』         | [ 184 ]                |
| 1924年 | - セン・ヤンズ・ディヴォーション - Sen Yan's Devotion        | セン・ヤンの妻         | イギリス映画、雪洲と共演                                      | [ 184 ]                |
| 1960年 | - 戦場よ永遠に - Hell to Eternity                            | ウメ                   | 雪洲も出演                                                    | [ 185 ]                |

- 『黒人の意気（英語版）』（1917年）。左は早川雪洲。
- 『勇気ある卑怯者（英語版）』（1919年）。右は早川雪洲。
- 『蛟龍を描く人（英語版）』（1919年）。右はエドワード・ペイル・シニア（英語版）。
- 『閉ざされた唇（英語版）』（1920年）
- 『神々の呼吸（英語版）』（1920年）。右は関操。
- 『かげろふの命（英語版）』（1922年）。左は早川雪洲。